# جيم تيرني
جيم تيرني (بالإنجليزية: Jim Tierney)‏ هو مدرب كرة قدم ولاعب كرة قدم بريطاني في مركز نصف الجناح، ولد في 2 مايو 1940 في آير في المملكة المتحدة. لعب مع برادفورد سيتي ونادي آير يونايتد.